# XiamenAir
XiamenAir, ранее известная как Xiamen Airlines (кит. упр. 厦门航空, пиньинь Xiàmén Hángkōng, буквально: «Сямыньские авиалинии»), — первая авиакомпания Китая, созданная частными инвесторами, начавшая работу 25 июля 1984 года и базирующаяся в международном аэропорту Сямынь Гаоци. Авиакомпания принадлежит China Southern Airlines 51 % , Xiamen Construction and Development Group 34 % и Hebei Aviation Investment Group Co., Ltd. 15 %.
Главная база авиакомпании находится в Сямэне, однако имеет хабы в Фучжоу и Уишане в провинции Фуцзянь и Ханчжоу в провинции Чжэцзян. Кроме местных рейсов авиакомпания совершает рейсы в Сеул, Осаку, Гонконг, Макао, Сингапур, Куала-Лумпур, Пенанг и Бангкок (Таиланд).

## Флот

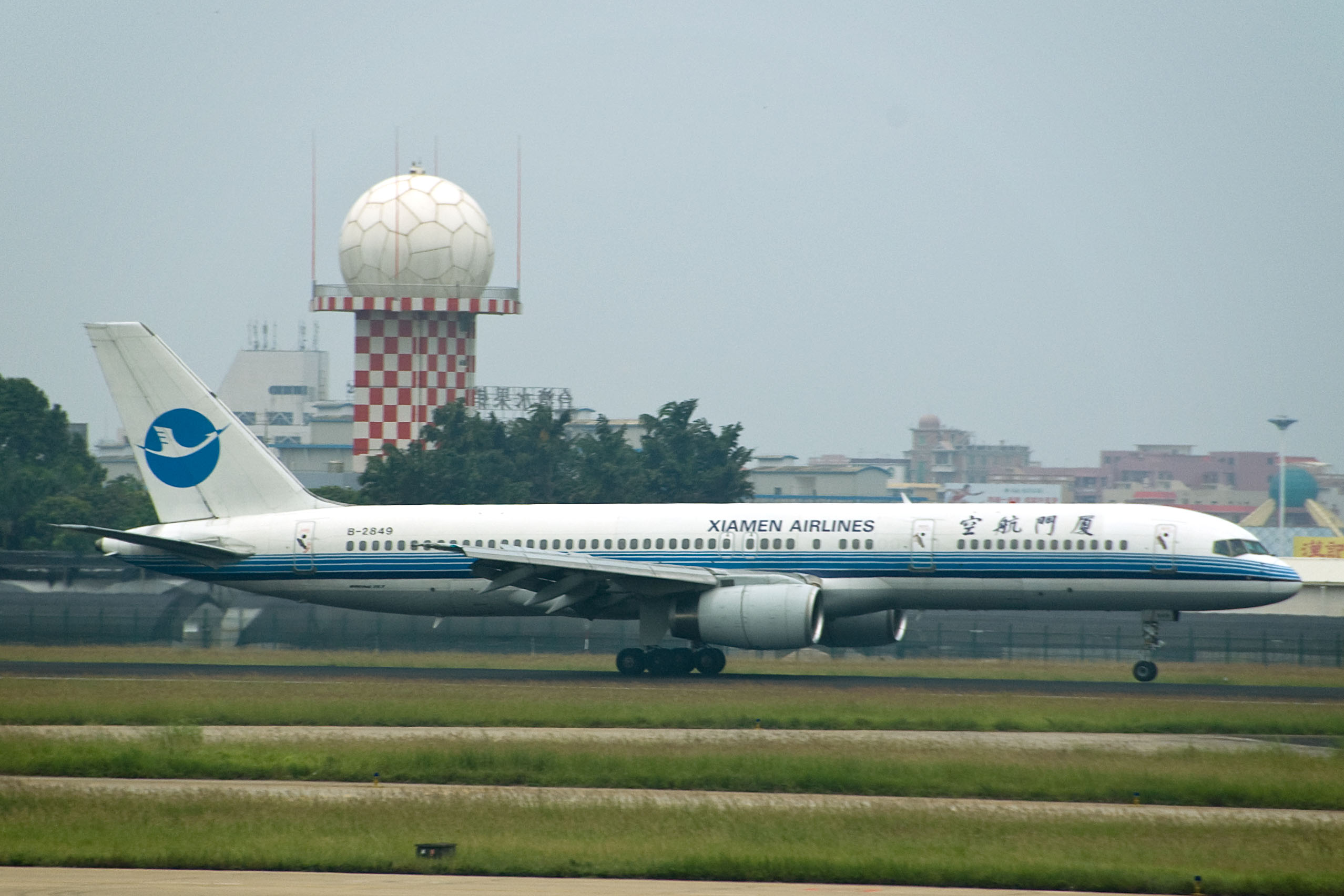
Boeing 757 в старой ливрее

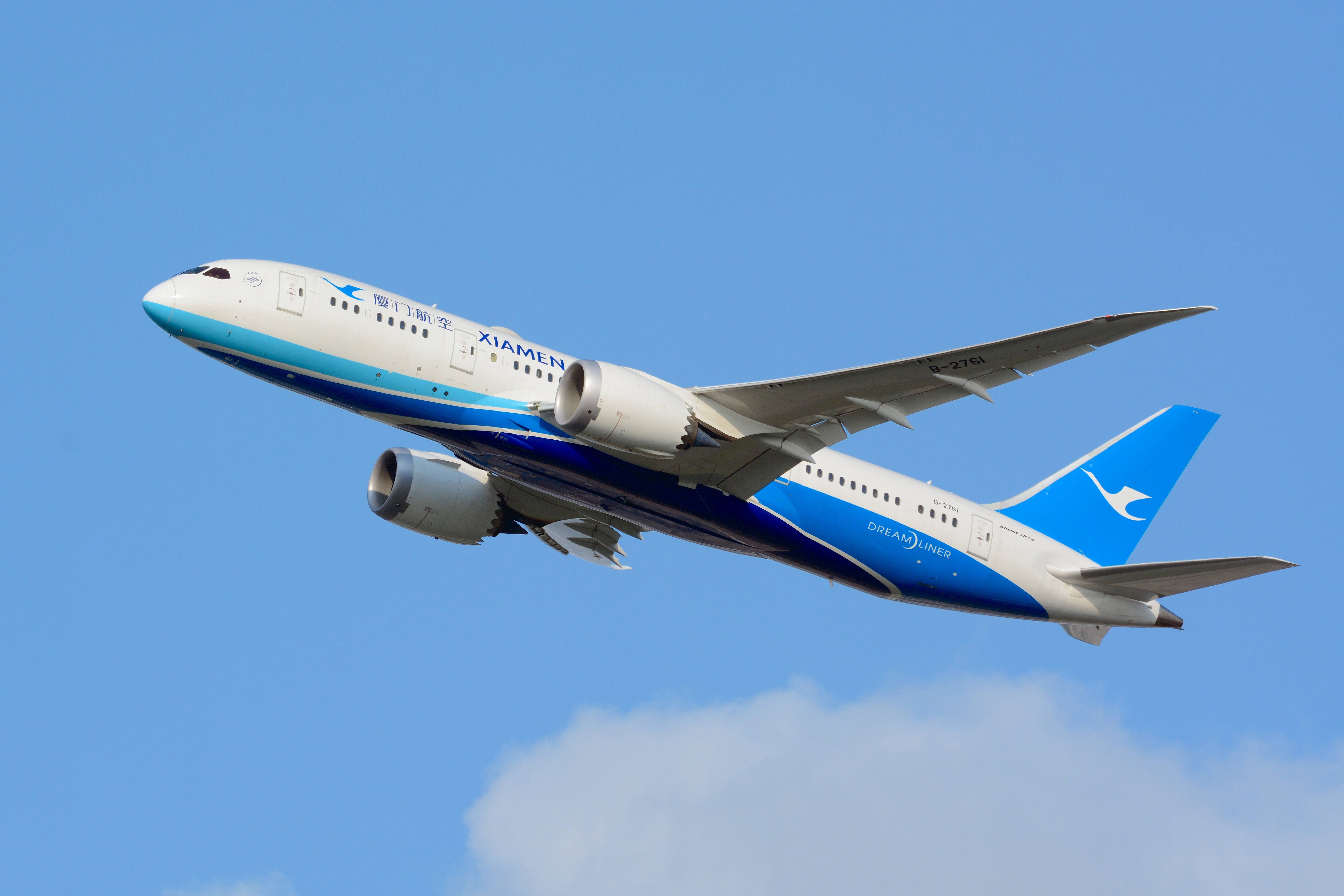
Boeing 787 в новой ливрее

В июле 2021 года флот Xiamen Airlines составляли следующие самолёты:

## Планы развития
China Southern Airlines подписала предварительное соглашение о покупке 13 Boeing 787, 3 из которых будут переданы принадлежащей на 60 % ей компании Xiamen Airlines. Поставка авиатехники планируется с 2008 по 2010.
В декабре 2005 Xiamen Airlines подписали заказ на 10 Boeing 737—800, которые будут оборудованы винглетами, они должны поставляться с середины 2006 по 2008. Эта закупка — часть общего генерального заказа в 70 самолётов между China Aviation Supplies Import & Export Group Corporation и The Boeing Company, подписанного во время посещения Китая президентом США Дж. Бушем в 2005.
В июне 2006 сообщалось, что Xiamen airlines отказалась от закупок 3 787 в пользу 6 737—800. Перед этим авиакомпания заказала 21 Boeing 737—700 и −800, 11 из которых были доставлены к этому времени.

## Инциденты и авиакатастрофы
2 октября 1990 Boeing 737—200 выполнял рейс 8301 из Сямэня в Гуанчжоу, когда был захвачен после взлёта и разбился в аэропорту Байюнь, погибло 128 человек, ещё 2 самолёта на перроне были разрушены.